# Raphanobrassica
Se conoce como Raphanobrassica, o mejor Brassicoraphanus Sageret, a la planta resultante de un cruce entre rábano (Raphanus sativus) y col (Brassica oleracea). El nombre procede de la conjunción de las palabras latinas para designar los géneros respectivos de rábano y col.

## Origen
La primera Raphanobrassica fue obtenida por un genetista soviético, Georgi Karpechenko, que esperaba conseguir con ella una planta que combinase la nutritiva raíz del rábano con las sabrosas hojas de la col. Georgi Karpechenko buscaba que la planta resultante sirviera para alimentar a los trabajadores en Rusia.

## Resultado del experimento
Desgraciadamente para la gastronomía, todos los híbridos resultantes de dicho cruce tienen hojas de rábano y raíces de col, precisamente las dos partes no comestibles de sus progenitores. Para los biólogos, en cambio, la Raphanobrassica es una planta sumamente interesante, pues a pesar de su naturaleza híbrida no es estéril. Esto llevó a algunos botánicos a proponer que la hibridación casual de una flor por polen de otro género en la naturaleza podría ser un mecanismo de especiación común en los vegetales superiores. En la actualidad, se cree que gran parte de las angiospermas tiene algún híbrido entre sus antepasados, siendo esto prácticamente la norma en el caso de las orquídeas.